# Jonás Gutiérrez
Jonás Manuel Gutiérrez (ur. 5 lipca 1983 roku w Sáenz Peña) – argentyński piłkarz występujący na pozycji skrzydłowego. Obecnie gra w Deportivo La Coruña. Nosi przydomek Spiderman, ponieważ zdobycie bramek dla Mallorki celebrował zakładając na twarz maskę Spidermana.

## Kariera klubowa
Jonás Gutiérrez zawodową karierę rozpoczynał w 2001 roku w CA Vélez Sarsfield. W debiutanckim sezonie wystąpił w dziewiętnastu ligowych pojedynkach, a razem z zespołem zajął piętnaste miejsce w fazie Apertura oraz dziewiąte miejsce w fazie Clausura. Łącznie dla Vélez Gutiérrez rozegrał 99 meczów w pierwszej lidze, a jego największym sukcesem było zwycięstwo w turnieju zamknięcia w 2005 roku. Następnie argentyński zawodnik przeniósł się do klubu RCD Mallorca. Od razu wywalczył sobie tam miejsce w podstawowej jedenastce i w trakcie trzech sezonów brał udział w 96 spotkaniach Primera División.
1 lipca 2008 roku na prawie Webstera Gutiérrez rozwiązał swój kontrakt z hiszpańską drużyną. Już dzień później Newcastle United potwierdziło, że Argentyńczyk podpisał ze "Srokami" pięcioletni kontrakt. Następnie sam piłkarz za pośrednictwem oficjalnej strony internetowej Newcastle poinformował, że na jego koszulce będzie widniał napis Jonás, a nie jak miało to miejsce wcześniej – Gutiérrez. W barwach Newcastle argentyński gracz zadebiutował 17 sierpnia w zremisowanym 1:1 spotkaniu przeciwko Manchesterowi United. Alan Hansen z BBC wybrał Argentyńczyka najlepszym zawodnikiem meczu i nazwał go "najbardziej imponującym debiutantem w Premier League". W sezonie 2008/2009 Gutiérrez spadł ze swoim klubem do The Championship.

## Kariera reprezentacyjna
Po raz pierwszy do reprezentacji Argentyny Gutiérrez został powołany na pojedynek z Francją w lutym 2007 roku. Następnie powołanie otrzymał na mecz przeciwko Australii, który został rozegrany 11 września tego samego roku. W żadnym z tych spotkań Jonás jednak nie wystąpił, a w drużynie narodowej zadebiutował dopiero 18 czerwca 2008 roku w zremisowanym 0:0 pojedynku eliminacji do Mistrzostw Świata 2010 z Brazylią. Pierwszego gola dla Argentyny strzelił 11 lutego 2009 roku w wygranym 2:0 towarzyskim meczu z Francją.